# Сток-Ляцький-Фольварк
Сток-Ляцький-Фольварк (пол. Stok Lacki-Folwark) — село в Польщі, у гміні Седльці Седлецького повіту Мазовецького воєводства.
Населення — 1046 осіб (2011).
У 1975-1998 роках село належало до Седлецького воєводства.

## Демографія
Демографічна структура станом на 31 березня 2011 року:
|          | Загалом | Допрацездатний вік | Працездатний вік | Постпрацездатний вік |
| -------- | ------- | ------------------ | ---------------- | -------------------- |
| Чоловіки | 540     | 138                | 358              | 44                   |
| Жінки    | 506     | 116                | 307              | 83                   |
| Разом    | 1046    | 254                | 665              | 127                  |